# SMS Thüringen
Le SMS Thüringen est un cuirassé allemand de classe Helgoland et de type dreadnought qui a participé, au sein de la Kaiserliche Marine, à plusieurs batailles navales durant la Première Guerre mondiale. Son équipage fut impliqué dans les mutineries de Kiel dans les derniers jours d'octobre 1918. Attribué à la France après la défaite allemande, il a servi de cible près de Lorient où son épave est toujours visible.

## Conception

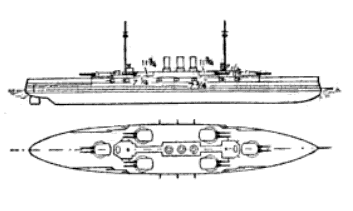
Croquis représentant un cuirassé allemand de la classe Helgoland.

Le SMS Thüringen est un cuirassé de la classe Helgoland. Cette classe est une amélioration de la classe Nassau de 1907, les premiers dreadnoughts allemands. Il s'agissait de construire des navires de ligne possédant une grande puissance de feu combinée à un fort blindage tout en gardant une bonne vitesse. Quatre navires de cette classe ont été construits : les Helgoland, Ostfriesland, Thüringen et Oldenburg. Lors de leur lancement ces navires sont les plus modernes de la flotte allemande. Cependant ils sont encore propulsés par des machines à vapeur alternatives à triple expansion en raison des réticences de l'Amiral Alfred Von Tirpitz et du département de la construction navale envers les turbines qu'ils jugent insuffisamment au point. Cette particularité les rend un peu plus lents que leurs homologues anglais qui ont déjà adopté cette nouvelle mécanisation.
Le SMS Thüringen est mis sur cale le 2 novembre 1908 et lancé le 1er juillet 1911 par les chantiers AG Weser de Brême. Il est mis en service le 10 septembre 1911.

## Caractéristiques techniques[4]
Le SMS Thüringen  déplaçait 24 700 tonnes à pleine charge. De l'avant à l'arrière, le SMS Thüringen mesurait 167,20 mètres, pour une largeur de 28,50 mètres et un tirant d'eau de 8,94 mètres.
Le SMS Thüringen était propulsé par 3 machines alternatives à vapeur à triple expansion (4 cylindres par machine) alimentées par 15 chaudières. La puissance totale atteignait 28 000 ch. Sa vitesse de pointe était de 20,50 nœuds.
L'armement était composé de 12 canons de 305 mm en tourelles doubles, 14 pièces de 150 mm à tir rapide en tourelles simples, 14 pièces de 88 mm à tir rapide en casemate dont deux en anti-aérien ainsi que de 6 tubes lance torpilles.
Blindage : La ceinture de blindage de 3 m de haut accusait une épaisseur de 300 mm au maximum. La même épaisseur protégeait les tourelles. Le blindage sur le pont était de 63 mm.

## Histoire du navire

### La carrière militaire
Le SMS Thüringen est affecté à la 1re escadre de la Hochseeflotte (flotte de haute mer) dès sa mise en service.
Quand la guerre éclate en 1914, Allemands et Anglais hésitent à engager leurs précieux super cuirassés. Le SMS Thüringen ne participe qu’à des actions mineures comme en avril 1916 lors du bombardement de Yarmouth et de Lowestoft. C'est à la bataille du Jutland qu’il jouera un pleinement son rôle. À la tombée de la nuit le 31 mai 1916 les deux flottes belligérantes se sont perdues de vue en raison d'une mauvaise visibilité. Le croiseur-cuirassé anglais HMS Black Prince a perdu le contact avec le reste de sa flotte. Le 1er juin à 2 h du matin, Le SMS Thüringen surprend dans ses puissants projecteurs le navire anglais et lui envoie de terribles salves de 305 mm. Le HMS Black Prince est rapidement réduit à l’état d’épave. Ensuite plusieurs autres unités de la Hochseeflotte rejoignent le SMS Thüringen pour l'hallali. Touché dans ses soutes à munitions le HMS Black Prince saute et coule avec tout son équipage.
La plus grande bataille navale de l'histoire s'est soldée par une certaine confusion, chacun des belligérants affirmant sa victoire. Mais les Allemands avaient constaté que leur flotte ne pourrait jamais dominer celle de la Grande-Bretagne. Pendant le reste de la guerre le SMS Thüringen comme tous les autres navires allemands restera confiné dans sa base navale, hormis quelques actions mineures en août et octobre 1916 en Mer du Nord ainsi que des opérations le long des côtes norvégiennes près de Stavanger en avril 1918 toujours sans grand résultat.

### La mutinerie de 1918
Alors que des négociations sont en cours pour un armistice, le 24 octobre 1918 l’amiral Scheer décide « un dernier combat naval décisif de la Flotte allemande contre la Royal Navy, quand bien même ce serait un duel à mort». Cette action était censée influer sur les négociations en appuyant l'armée des Flandres sur les côtes et obtenir de meilleures conditions de cession de la Flotte allemande. L'ordre d'appareiller est donné dans la nuit du 29 octobre aux navires mouillés à Wilhemshaven parmi lesquels figure le SMS Thüringen. Mais les équipages fatigués par la guerre ne veulent pas de ce qu'ils considèrent comme un sacrifice inutile de leurs vies. Les marins désertent en masse. À bord du SMS Thüringen les chauffeurs mettent bas les feux des chaudières paralysant le cuirassé. Le 31 octobre le sous-marin U-135 (de) se positionne face au SMS Thüringen pointant ses tubes lance-torpilles sur lui tandis les torpilleurs SMS B110 et SMS B112 accostent le cuirassé. Deux cents fusiliers marins abordent pour ramener l'ordre. Mais les mutins du SMS Helgoland mouillé à proximité pointent leurs canons sur le sous-marin. Finalement 350 matelots du SMS Thüringen et 150 du SMS Helgoland sont arrêtés et débarqués. La mutinerie gagne Kiel et l'opération de l'amiral Scheer est annulée.

### La fin du SMS Thüringen
Après l’Armistice de 1918 le SMS Thüringen ne fait pas partie des unités qui doivent se rendre à la base navale britannique de Scapa Flow. Il est autorisé à rester à Wilhemshaven où il sert de caserne flottante.
En vertu du traité de Versailles en 1919 il est attribué à la France au titre des réparations des dommages de guerre.
En avril 1920 il appareille pour Brest avec un équipage allemand. Ce dernier tente de le saborder et la Marine nationale est obligée d'envoyer deux remorqueurs pour le maintenir à flot. Le convoi est détourné vers Cherbourg (Cherbourg-en-Cotentin depuis 2016) qui est le port le plus proche, et où l'équipage allemand est débarqué. Pendant son séjour dans le port normand le sort du SMS Thüringen est fixé : il doit servir de cible aux salins d'Hyères près de Toulon pour les exercices de l'artillerie côtière et pour l'étude de la propagation du feu lors de l'éclatement des obus. Mais les marins français maîtrisent mal les machines sur lesquelles toutes les indications sont écrites en allemand et qui sont différentes de celles dont ils ont l'habitude. Pour ce motif et aussi pour des raisons d'économie la destination finale du SMS Thüringen est alors modifiée.
En février 1921, tiré par deux remorqueurs il arrive à Brest où ses tourelles sont enlevées. Les mêmes remorqueurs l’emmènent ensuite au sud de Lorient où il est mouillé au large de la plage de Gâvres, pour servir de cibles au centre d’essai d’artillerie de la Marine nationale. Plusieurs campagnes de tir ont alors lieu. Elles abîment beaucoup l'ancien cuirassé. Brisé en deux, il est finalement échoué près du rivage puis vendu à la société Ouest Métaux qui le découpe avec des chalumeaux pendant plusieurs années.

## L'épave du SMSThüringen
Les ferrailleurs n’ont pas fait entièrement disparaître le cuirassé. L’épave repose toujours à 300 mètres devant la plage de Gâvres par moins de dix mètres de fond à marée basse. Cette épave est répertoriée par le SHOM sous le no 14573.099. Elle est facilement repérable à marée basse quand le dessus des machines émerge. L'épave est visitée tant par les plongeurs en scaphandre que par les plongeurs en apnée. Elle n'est plus qu'un fatras de tôles qui ne restitue pas la silhouette du cuirassé, mais qui sert de refuge à une faune nombreuse. Seules les machines encore debout ont conservé leur aspect d'origine. Leurs bielles hautes de plusieurs mètres perpétuent le souvenir des marins qui les ont servi pendant la bataille du Jutland... ainsi que celui de ceux qui n'ont pas voulu les mettre en marche lors des mutineries de Wilhemshaven et de Kiel.
Sur les sites de plongeurs ainsi que sur YouTube de nombreuses photos et vidéos de l'épave du SMS Thuringen sont visibles (voir les liens dans sources).

## Commandants
| Octobre 1913 à février 1915    | Kapitän zur See William Michaelis (de) |
| Février 1915 à septembre 1915  | Kapitän zur See Hugo Langemak          |
| Septembre 1915 à novembre 1916 | Kapitän zur See Hans Küsel (de)        |
| Novembre 1916 à octobre 1917   | Kapitän zur See Thilo von Trotha       |
| Octobre 1917 à mars 1918       | Kapitän zur See Hans Herr (de)         |
| Mars à décembre 1918           | Kapitän zur See Karl Windmüller        |

## Sources et bibliographie

### Publications
- (en) John Campbell (préf. Antony Preston), Jutland: An Analysis of the Fighting, New York, Lyons Press, 1998, 1re éd., 439 p. (ISBN 978-1-558-21759-1)
- (en) Robert Gardiner et Randal Gray, Conway's All the World's Fighting Ships (1906-1921), 1985 [détail de l’édition]
- (en) Eric Groner (trad. de l'allemand, ill. Erich Gröner, Peter Mickel and Franz Mrva), German Warships 1815 - 1945 [« Die deutschen Kriegsschiffe, 1815-1945 »], vol. Volume One: Major Surface Vessels, Annapolis, Naval Institute Press, 1990, v. 1. Major surface vessels -- v. 2. U-boats and mine warfare. (ISBN 978-0-870-21790-6 et 978-1-557-50301-5)
- Reinhard Scheer Flotte de haute mer de l'Allemagne dans la Première Guerre mondiale, Cassell and Company, 1920, OCLC 2765294.
- (en) Paul G. Halpern, A naval history of World War I, Annapolis, Naval Institute Press, 1995 (ISBN 978-0-870-21266-6 et 978-1-557-50352-7, OCLC 57447525)
- (en) Holger H. Herwig, 'Luxury' Fleet : The Imperial German Navy 1888-1918, New York, Humanity Books, 1987 (1re éd. 1980), 316 p. (ISBN 978-1-57392-286-9)
- Jean Louis Maurette Naufrages en pays de Lorient Editions Scyllias  (ISBN 9782955218914).
- Jean Louis Maurette, Thüringen le géant abordable, article paru dans la Revue Subaqua no 271 de février 2017
- (en) François-Emmanuel Brézet, Le Jutland, 1916 : la plus formidable bataille navale de tous les temps, Paris, Economica, coll. « Campagnes et stratégies » (no 1), 2011, 2e éd. (1re éd. 1992), 140 p. (ISBN 978-2-717-86048-1 et 2-717-86048-7, OCLC 762805497).
- Edmond Delage, Le Drame du Jutland, Paris, Grasset, 1929, 233 p. .
- Jean Yves Delitte, Les Grandes Batailles Navales JUTLAND éditions Glénat 2017  (ISBN 978-2-344-01134-8)
- Yves Gladu, 200 belles plongées en Atlantique. Revue Océans numéro hors série 74 B 1979

### Sites internet
- militaer wissen (connaissance militaire) le cuirassé Thüringen
- histoire de la marine allemande : le cuirassé Thuringen
- épaves en pays lorientais
- plongées épave le cuirassé Thuringen
- le triste destin du Thüringen
- diaporama sur l'épave du Thuringen
- épave du Thuringen
- plongée du bord : l'épave du Thuringen
- plonger sur le Thuringen à Gâvres
- secrets d'épave en Bretagne : le Thüringen
- CIBL l'épave du Thüringen